# القود (جبلة)

تعديل مصدري - تعديل

القود محلة تابعة لقرية الشجب، التابعة لعزلة الثوابي بمديرية جبلة إحدى مديريات محافظة إب في الجمهورية اليمنية، بلغ تعداد سكانها 80 حسب تعداد اليمن لعام 2004.